# بخش خیرگو
بخش خیرگو یکی از بخش‌های شهرستان لامرد در استان فارس واقع در جنوب ایران است.
این بخش در مرداد ۱۳۹۹ با تصویب هیئت وزیران به مرکزیت روستای خیرگو از ترکیب دهستان‌های خیرگو و کمالی تشکیل شد و مرکز دهستان خیرگو به روستای چهارطاق تغییر یافت.

## تقسیمات کشوری
- بخش خیرگو
  - دهستان خیرگو
  - دهستان کمالی
- شهر: خیرگو

## جمعیت
براساس سرشماری سال ۹۵ جمعیت دهستان خیرگو که اکنون به بخش خیرگو ارتقا یافته ۸٬۶۱۱ تن بوده‌است.